# 金妍兒
金妍兒（韓語：김연아，1990年9月5日—），韩国退役女单花样滑冰运动员，出生于韩国京畿道富川市。7岁开始学习花样滑冰。
2009年洛杉矶世锦赛上，金妍儿以创造女子短节目和总成绩两项记录的成绩获得冠军。2010年温哥华冬奥会花样滑冰女子单人滑，金妍兒以短节目、自由滑合共总成绩228.56分刷新历史最高分纪录，为韩国夺取首枚冬奥会花滑金牌，并成为花样滑冰历史上第一位集冬奥会、世锦赛、大奖赛总决赛、四大洲赛、世青赛冠军于一身的女单得主。2014年索契冬奥会花样滑冰女子单人滑，金妍兒以短节目、自由滑合共总成绩219.11分，为韩国夺取冬奥会花滑銀牌。

## 關於個人
- 金妍兒出生於韓國富川市，父親金賢錫（音），母親朴美熙（音），六歲時全家移至軍浦市。2007年3月，她前往加拿大多倫多跟随教練布萊恩·奥瑟教練[6]。2009年，金妍兒成為高麗大學新生，進行體育教育學學習的同時，需趕往多倫多訓練。
- 金妍兒正確的英文拼寫應為：Kim Yeon-A[7]，但是在進行護照辦理時，被操作官員誤寫為Yu-na，沿用至今。
- 金妍兒的偶像是美國著名花樣滑冰運動員關穎珊。她還擅长唱歌，創作，鋼琴，芭蕾舞，現代舞等。
- 金妍兒同時還被聯合國任命為“世界聯合國兒童基金會授予親善大使”
- 2007年改為信奉天主教，因為醫治她腰傷的醫生是虔誠的天主教徒，復出後會戴上玫瑰念珠參賽。堅振名稱是Stella。
- 2013年2月25日，金妍兒從高麗大學體育教育學系畢業，取得學士學位。
- 2014年11月，金妍兒獲委任為2018年平昌冬季奧運會的官方大使[8]
- 2017年11月13日，金妍兒受聯合國邀請，作為第72屆聯合國大會特別講演嘉賓，向全世界傳達了平昌奧運會的和平訊息。
- 2018年2月9日，金妍兒在該屆冬奧會開幕式上，滑冰出場，重現冰上美姿。她身穿一襲白色洋裝，頭戴白色羽毛頭飾，雙手戴上白色手套，搭配滑冰舞步滑向聖火主舞台並點燃主火炬[9]。
- 2022年7月，金妍兒宣佈當年10月與高祐琳結婚。[10]

## 职业生涯

### 早年生涯
金妍儿7岁开始练习花样滑冰，當時她的教練Ryu Jong-hyun強烈地向金妍儿的母親建議她應該繼續滑冰，並預測她將來會成為世界級的花式滑冰運動員。在2011年的一次採訪中，她讚揚教練們注意到她適合滑冰，她說：「我的教練告訴我，我的肌肉和身體結構非常適合滑冰。我出生的時候有一個很好的身體，而且我很幸運，我的教練很早就注意到了我的天賦，並且幫助我發展了這一點，很多人不知道他們是以這種方式出生的。」教練看中她的极高天赋，建议她母亲让女儿继续学下去，家境并不富裕的金妍儿家庭，被迫让金妍儿姐姐放弃了花样滑冰练习，金妍儿从此从上了花样滑冰之路。2002年，金妍儿第一次参加了国际大赛（Triglav Trophy），并获得金牌。一年之后，12岁的金妍儿赢得了韩国青少年花样滑冰大赛的冠军，成为该项赛事史上最年轻的获奖者。随后，她又获得了第二个国际大赛冠军（Golden Bear of Zagreb），并在2004年再次获得韩国花样滑冰大赛冠军。

### 青少年生涯
2004-2005赛季
金妍儿以青少年身份参加了世界青少年花样滑冰大奖赛中国站和匈牙利站的比赛，分别获得银牌和
金牌，并在随后的世界青少年花样滑冰大奖赛总决赛以高分获得亚军。在全国比赛之后，金妍儿在世界青少年花样滑冰锦
标赛中获得亚军。
2005-2006赛季
由于年龄的限制，金妍儿无法参加2006年冬奥会[註]。脚踝韧带的恶化拉伤以及恶劣的的训练条件、家庭的经济困难，让她做出了参加全国比赛后就退役的决定。但那场比赛发生的所有事，让金妍儿记住了自己是为花样滑冰而生，决定为了民族为了国家继续坚持。在同年举行的世界青少年花样滑冰大奖赛斯诺文尼亚和保加利亚站上，她均获得冠军。在2006年世界青少年花样滑冰大奖赛总决赛上，伤病缠身的金妍儿以领先第二名澤田亞紀28.34分的优势获得冠军，在随后的世界青少年花样滑冰世界锦标赛上再度获得冠军。在她的長曲表演中, 她用了七個三周跳, 包含 a triple flip – triple toe loop combination 和 a double axel – triple toe loop combination.
[註] ：世界花式滑冰錦標賽有年齡限制：自1996年以來，滑冰選手必須在去年的7月1日之前至少15歲才能參加。

### 成年组比赛生涯
2006-2007赛季

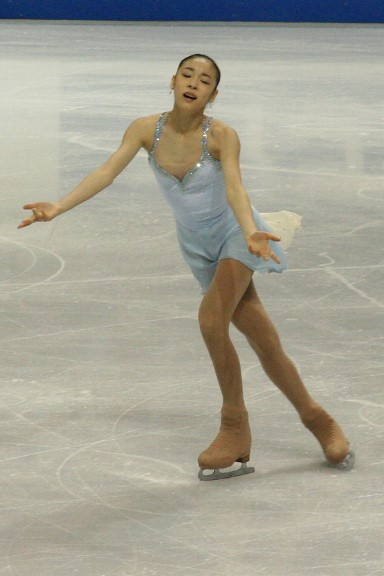
2006年的金妍儿

为了准备即将来临的成人组比赛，金妍儿在2006年暑假来到加拿大多伦多冰壶训练中心学习，她在那里找到了一生的教练和朋友布莱恩·奥瑟與天才编舞師大卫·威尔森。
金妍儿在自己第一个国际成人组比赛2006花式滑冰大獎賽加拿大站中以短曲第一，長曲第四，總分168.48分的成績获得铜牌，随后金妍儿於Trophée Eric Bompard国际大赛中拿到短曲65.22分，長曲119.32分，總分184.54分的成績；以10.10分的优势，战胜日本选手安藤美姬获得冠军。然而當時即将痊愈的她尾骨又遭遇重创，加上没有赞助公司愿意赞助，金妍儿一直在韩国国内短道速滑普通居民训练场馆训练，恶劣训练条件下的她频频受伤而要不间断的治疗。
2006年在俄罗斯举行世界花样滑冰大奖赛总决赛，金妍儿仍然决定带伤出战，由于赛事的规定，金妍儿不能服用任何止痛药物，最后，她只能靠胶布和毅力撑过这场比赛，最终金妍儿以11.68分的优势获得冠军。
2007年1月，金妍儿又被诊断出腰椎间盘突出，这让她错过了长春亞洲冬季運動會。當時韩国冰协破例把参加世锦赛的名额给了伤病重重无法参加选拔赛的金妍儿而引起了韩国其他选手的质疑，反对人们指出“如果金妍儿无法在世锦赛上为韩国拿到参加下届比赛的名额，我们是不会满意的”。
金妍儿在2007年世锦赛短节目中以71.95分第一次刷新了世界纪录，然而体力透支的她，在随后的自由滑中兩次摔倒，最终排名第3名，为韩国争得了两个下赛季参赛名额。同时，金妍儿是当天比赛唯一一个成功表演3-3难度的选手。
2007年3月，布莱恩·奥泽正式成为金妍儿全职教练，金妍儿也将多伦多冰壶训练馆作为自己长期的训练场地。于是金妍儿教练队伍成立，包括布莱恩·奥泽，大卫·威尔森和特蕾西·威尔逊（Tracy Wilson）。
2007–2008赛季
金妍儿在2007年花样滑冰大奖赛中国和俄罗斯分站赛中，分别以24.34和24.43的优势夺得冠军，并刷新了由自己保持的世界纪录。在大奖赛总决赛中，金妍儿以出色的表现成功卫冕。但随后，金妍儿又被诊断出髋部损伤，持续性腰痛让她在2008年四大洲花样滑冰赛前的一禮拜宣布退賽，更接连错过了2008年的韩国锦标赛。金妍儿带着背伤参加2008年的世锦赛，最终再次收获一枚铜牌。
2008-2009赛季

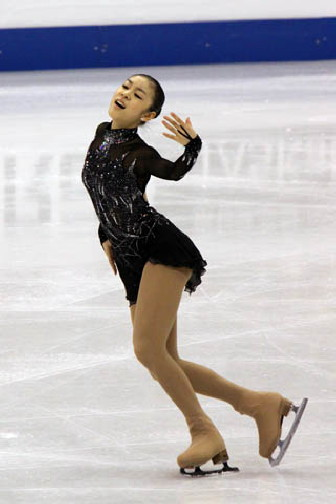
金妍儿於2009年花样滑冰世锦赛

这个赛季金妍儿更换了与以往不同风格的表演曲目。在大奖赛美国站的比赛中夺冠，随后的中国站，又再次夺冠战胜。2008年在温哥华举行的国际比赛，金妍儿以破纪录的成绩夺冠。而在本土作战的大奖赛总决赛上，金妍儿以2.20的微弱差距屈居亚军，未能完成总决赛三连冠。
2009年在美国洛杉矶举行的花样滑冰世锦赛中，金妍儿刷新了由自己保持的世界纪录，在现行打分方式下，成为第一个总分超过200分的女单选手，以16.4分的优势获胜，也让她成为了2005年来世锦赛以最大优势夺冠的选手。同时，她也是唯一一个3-3高难度跳跃被承认的选手。
2009–2010赛季
在2009年大奖赛法国站的比赛中，金妍儿以全新造型亮相，接近完美的表演让她再次刷新由自己保持的世界纪录。而在此后的美国站和大奖赛总决赛上，金妍儿再次刷新世界纪录夺冠。2010年温哥华冬奥会花样滑冰女子单人滑，短节目、自由滑金妍儿以总成绩 228.56分第11次刷新历史最高分纪录，获得奥运会冠军，为韩国夺取首枚冬奥会花滑金牌。
退休
她透露早已厭倦滑冰，她說：「真的覺得滑得夠多了，早就對滑冰生厭，有時看也不想看。」，她還表示，成為運動員後除了滑冰，沒有學過其他運動，到現在都不會騎腳踏車；而且除了2010年溫哥華冬奥會後，去了多倫多郊區遊玩，就一直沒有出去旅行過。

## 技术特点
- 金妍儿10岁完成自己的第一个三周跳，12岁在比赛中使用5个三周跳，14岁第一次在世青赛中使用3周连跳[13] 。
- 金妍儿目前已经完成三个不同的三周连跳： triple lutz-triple toe loop，triple flip-triple toe loop， triple toe loop-triple toe loop。她也可以完成 3-2-2连跳：triple lutz-double toe loop-double loop .
- 3F-3T是金妍儿的经典动作，在成为金妍儿节目制胜法宝的同时，也被众多知名运动员和解说员所称赞
- 金妍儿以她跳跃的起跳速度，高度，和远度而出名，卓越的艺术性，和驾驭不同类型音乐的能力，也是她能独舞冰场的原因。

## 成就
- 史上第一位集冬奥会、世锦赛、大奖赛总决赛、四大洲赛、世青赛、初級大獎總決賽冠军于一身的女单得主。(超級大滿貫)[14]
- 史上第1位於國際賽事中總分突破200分關口的女子單人滑選手（2009年世界花式溜冰錦標賽）
- 總成績（228.56分）的世界紀錄保持者
- 韓國第1位獲得奧運獎牌並且金牌的女子單人滑選手（2010年）
- 亞洲第2位奪得奧運金牌的女子單人滑選手（2010年）
- 亞洲第3位及韓國第1位兩次奪得世界花式溜冰錦標賽金牌的女子單人滑選手（2009年及2013年）
- 七屆韓國花式溜冰大賽冠軍（2001–2006年，2012–2014年）

## 参赛曲目
| 赛季      | 短節目                                                                              | 自由滑                                            | 表演 |
| --------- | ----------------------------------------------------------------------------------- | ------------------------------------------------- | --- |
| 2013–2014 | - Send in the Clowns (小丑進場) (from A Little Night Music (小夜曲)) by 史蒂芬·桑坦 | - Adios Nonino (再見 諾尼諾) by 阿斯托爾·皮亞佐拉 | Imagine (想像) by 約翰·藍儂 performed by 艾薇兒·拉維尼                                                         |
| 2012–2013 | 吸血鬼之吻 by詹姆斯·伯納德                                                          | 悲慘世界 by克勞德-米歇爾·勳伯格                   | 我的全部 by 麦可·布雷                                                                                          |
| 2011–2012 | 未參賽                                                                              | 未參賽                                            | 我的全部 by 麦可·布雷 似曾相识 by 阿黛尔 发烧 by 碧昂斯                                                        |
| 2010–2011 | 吉赛尔 by 阿道夫·亚当                                                               | 阿里郎                                            | 刀枪不入 by La Roux                                                                                            |
| 2009–2010 | 詹姆斯·邦德 by 蒙蒂·诺曼, 约翰·巴瑞 and 大卫·阿诺德                                 | F大调钢琴协奏曲 by 乔治·格什温                    | 沉思 from 黛依丝 by 儒勒·马斯内 不要让音乐停下 by 蕾哈娜                                                       |
| 2008–2009 | 骷髏之舞 by 卡米尔·圣桑                                                             | 天方夜谭 by 里姆斯基-科萨科夫                     | 金色 from 罗丹的情人 by 琳达·艾德 唯一的希望 from 初恋的回忆 by 曼迪·穆尔                                      |
| 2007–2008 | 蝙蝠 by 小约翰·施特劳斯                                                             | 西贡小姐 by 克劳德-米歇尔 勋伯格                  | 唯一的希望 from 初恋的回忆 by 曼迪·穆尔 很久前有一个梦想 from 《變身怪醫》 by 琳达·艾德 只是个女孩 by 不要怀疑 |
| 2006–2007 | 罗珊的探戈 from 红磨坊 by 克雷格·阿姆斯特朗 觉醒探戈 by 阿斯托尔·皮亚佐拉           | 云雀高飞 by 拉尔夫·沃恩·威廉斯                    | 倒影 from 花木兰 by 克里斯蒂娜·阿奎莱拉                                                                        |
| 2005–2006 | 罗珊的探戈 from 红磨坊 by 克雷格·阿姆斯特朗 觉醒探戈 by 阿斯托尔·皮亚佐拉           | 爸爸，你听得到吗？ by 米歇尔·勒格朗               | 终有一日我会飞 from 红磨坊 by 妮可·基德曼                                                                      |
| 2004–2005 | 暴风雪 by乔治·斯里维多夫                                                            | 爸爸，你听得到吗？ by 米歇尔·勒格朗               | 班 by 迈克尔·杰克逊                                                                                            |
| 2003–2004 | 暴风雪 by 乔治·斯里维多夫                                                           | 卡门 by 乔治·比才                                 | |
| 2002–2003 | 康康舞曲 by 雅克·奥芬巴赫                                                           | 卡门 by 乔治·比才                                 | |
| 2001–2002 | 康康舞曲 by 雅克·奥芬巴赫                                                           | 动物狂欢节 by 卡米尔·圣桑                         | |

## 參賽歷史

### 成人組
| 賽季        | 2006–07 | 2007–08 | 2008–09 | 2009–10 | 2010–11 | 2012–13 | 2013–14 |
| 國際        | 國際    | 國際    | 國際    | 國際    | 國際    | 國際    | 國際    |
| ----------- | ------- | ------- | ------- | ------- | ------- | ------- | ------- |
| 冬奧        |         |         |         | 第一名  |         |         | 第二名  |
| 世錦賽      | 第三名  | 第三名  | 第一名  | 第二名  | 第二名  | 第一名  |         |
| 四大洲      |         |         | 第一名  |         |         |         |         |
| GP總決賽    | 第一名  | 第一名  | 第二名  | 第一名  |         |         |         |
| GP美國站    |         |         | 第一名  | 第一名  |         |         |         |
| GP法國站    | 第一名  |         |         | 第一名  |         |         |         |
| GP俄國站    |         | 第一名  |         |         |         |         |         |
| GP中國站    |         | 第一名  | 第一名  |         |         |         |         |
| GP加拿大站  | 第三名  |         |         |         |         |         |         |
| 金旋盃      |         |         |         |         |         |         | 第一名  |
| NRW盃       |         |         |         |         |         | 第一名  |         |
| 國內        |         |         |         |         |         |         |         |
| 韓錦賽      |         |         |         |         |         | 第一名  | 第一名  |
| GP = 大獎賽 |         |         |         |         |         |         |         |

### 青少年組
| 賽季                                                       | 2001–02  | 2002–03  | 2003–04  | 2004–05  | 2005–06  |
| 國際                                                       | 國際     | 國際     | 國際     | 國際     | 國際     |
| ---------------------------------------------------------- | -------- | -------- | -------- | -------- | -------- |
| 世青賽                                                     |          |          |          | 第二名   | 第一名   |
| JGP總決賽                                                  |          |          |          | 第二名   | 第一名   |
| JGP保加利亞站                                              |          |          |          |          | 第一名   |
| JGP斯洛文尼亞站                                            |          |          |          |          | 第一名   |
| JGP中國站                                                  |          |          |          | 第二名   |          |
| JGP匈牙利站                                                |          |          |          | 第一名   |          |
| 金熊盃                                                     |          |          | 第一名N. |          |          |
| 特里格拉夫盃                                               | 第一名N. |          |          |          |          |
| 國內                                                       |          |          |          |          |          |
| 韓錦賽                                                     | 第一名J. | 第一名S. | 第一名S. | 第一名S. | 第一名S. |
| JGP = 青少年大獎賽 *S = 成人組；*J = 青少年組；*N = 新人組 |          |          |          |          |          |

ISU公认个人最好成绩
- 短节目: 78.50 (2010年冬奥会)[15]
- 自由节目: 150.06 (2010年冬奥会)[16]
- 总成绩: 228.56 (2010年冬奥会)[17]

## 比赛结果明细

### 成年组比赛

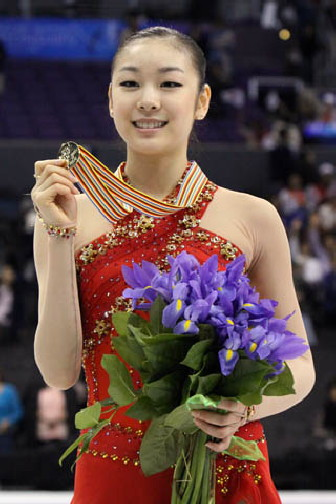
金妍儿获得2009年世锦赛金牌

| 2013–2014 season   |                                          |           |           |          |
| 比赛日期           | 赛事名称                                 | SP 短节目 | FS 自由滑 | 总分     |
| 2014年2月6~22日    | 2014 Winter Olympic Games                | 1 74.92   | 2 144.19  | 2 219.11 |
| 2014年1月1~5日     | 68th South Korean National Championships | 1 80.60   | 1 147.26  | 1 227.86 |
| 2013年12月5~8日    | 2013 Golden Spin of Zagreb               | 1 73.37   | 1 131.12  | 1 204.49 |
| 2012–2013 season   |                                          |           |           |          |
| 比赛日期           | 赛事名称                                 | SP 短节目 | FS 自由滑 | 总分     |
| 2013年3月10~17日   | 2013 World Championships                 | 1 69.97   | 1 148.34  | 1 218.31 |
| 2013年1月2~6日     | 67th South Korean National Championships | 1 64.97   | 1 145.80  | 1 210.77 |
| 2012年12月5~9日    | 2012 NRW Trophy                          | 1 72.27   | 1 129.34  | 1 201.61 |
| 2010–2011 season   |                                          |           |           |          |
| 比赛日期           | 赛事名称                                 | SP 短节目 | FS 自由滑 | 总分     |
| 2011年4月24~5月1日 | 2011 ISU World Championships             | 1 65.91   | 2 128.59  | 2 194.50 |
| 2009–2010 season   |                                          |           |           |          |
| 比赛日期           | 赛事名称                                 | SP 短节目 | FS 自由滑 | 总分     |
| 2010年3月22~28日   | 2010 ISU World Championships             | 7 60.30   | 1 130.49  | 2 190.79 |
| 2010年2月14~27日   | 2010 Winter Olympic Games                | 1 78.50   | 1 150.06  | 1 228.56 |
| 2009年12月3~6日    | 2009-2010 ISU Grand Prix Final           | 2 65.64   | 1 123.22  | 1 188.86 |
| 2009年11月12~15日  | 2009 ISU Grand Prix Skate America        | 1 76.28   | 2 111.70  | 1 187.98 |
| 2009年10月15~18日  | 2009 ISU Grand Prix Trophée Eric Bompard | 1 76.08   | 1 133.95  | 1 210.03 |
| 2008–2009 season   |                                          |           |           |          |
| 比赛日期           | 赛事名称                                 | SP 短节目 | FS 自由滑 | 总分     |
| 2009年3月23~29日   | 2009 ISU World Championships             | 1 76.12   | 1 131.59  | 1 207.71 |
| 2009年2月2~8日     | 2009 ISU Four Continents Championships   | 1 72.24   | 3 116.83  | 1 189.07 |
| 2008年12月10~14日  | 2008-2009 ISU Grand Prix Final           | 1 65.94   | 2 120.41  | 2 186.35 |
| 2008年11月6~9日    | 2008 ISU Grand Prix Cup of China         | 1 63.64   | 1 128.11  | 1 191.75 |
| 2008年12月23~26日  | 2008 ISU Grand Prix Skate America        | 1 69.50   | 1 123.95  | 1 193.45 |
| 2007–2008 Season   |                                          |           |           |          |
| 比赛日期           | 赛事名称                                 | SP 短节目 | FS 自由滑 | 总分     |
| 2008年3月17~23日   | 2008 ISU World Championships             | 5 59.85   | 1 123.38  | 3 183.23 |
| 2007年12月13~16日  | 2007-2008 ISU Grand Prix Final           | 1 64.62   | 2 132.21  | 1 196.83 |
| 2007年11月22~25日  | 2007 ISU Grand Prix Cup of Russia        | 1 63.50   | 1 133.70  | 1 197.20 |
| 2007年11月8~11日   | 2007 ISU Grand Prix Cup of China         | 3 58.32   | 1 122.36  | 1 180.68 |
| 2006–2007 season   |                                          |           |           |          |
| 比赛日期           | 赛事名称                                 | SP 短节目 | FS 自由滑 | 总分     |
| 2007年3月19~25日   | 2007 ISU World Championships             | 1 71.95   | 4 114.19  | 3 186.14 |
| 2006年12月14~17日  | 2006-2007 ISU Grand Prix Final           | 3 65.06   | 1 119.14  | 1 184.20 |
| 2006年11月16~19日  | 2006 ISU Grand Prix Trophée Eric Bompard | 1 65.22   | 1 119.32  | 1 184.54 |
| 2006年12月2~5日    | 2006 ISU Grand Prix Skate Canada         | 1 62.68   | 4 105.80  | 3 168.48 |

- SP = Short program; FS = Free skating
- World records highlighted in 加粗
- Season bests highlighted in 斜体

### 青少年组比赛
| 2005–2006 season      |                                          |        |          |           |           |          |
| 比赛日期              | 赛事名称                                 | 分组   | QR 初赛  | SP 短节目 | FS 自由滑 | 总分     |
| 2006年3月6~12日       | 2006 ISU World Junior Championships      | Junior | 1 107.52 | 1 60.86   | 1 116.68  | 1 177.54 |
| 2006年1月5~8日        | 60th South Korean National Championships | Senior | -        | 1 61.44   | 1 104.08  | 1 165.52 |
| 2005年11月24~27日     | 2005-2006 ISU Junior Grand Prix Final    | Junior | -        | 1 57.51   | 1 116.61  | 1 174.12 |
| 2005年9月29日~10月2日 | 2005 ISU Junior Grand Prix, Bulgaria     | Junior | -        | 1 53.45   | 1 99.98   | 1 153.43 |
| 2005年9月1~4日        | 2005 ISU Junior Grand Prix, Slovakia     | Junior | -        | 1 58.63   | 1 110.20  | 1 168.83 |
| 2004–2005 season      |                                          |        |          |           |           |          |
| 比赛日期              | 赛事名称                                 | 分组   | QR 初赛  | SP 短节目 | FS 自由滑 | 总分     |
| 2005年2月28日~3月6日  | 2005 ISU World Junior Championships      | Junior | 1 102.98 | 6 48.67   | 2 110.26  | 2 158.93 |
| 2005年1月1~4日        | 59th South Korean National Championships | Senior | -        | 1         | 1         | 1 1.5    |
| 2004年12月2~5日       | 2004-2005 ISU Junior Grand Prix Final    | Junior | -        | 2 51.27   | 3 86.48   | 2 137.75 |
| 2004年9月16~19日      | 2004 ISU Junior Grand Prix, China        | Junior | -        | 4 38.87   | 1 92.35   | 2 131.22 |
| 2004年9月1~5日        | 2004 ISU Junior Grand Prix, Hungary      | Junior | -        | 1 47.23   | 1 101.32  | 1 148.55 |
| 2003–2004 season      |                                          |        |          |           |           |          |
| 比赛日期              | 赛事名称                                 | 分组   | QR 初赛  | SP 短节目 | FS 自由滑 | 总分     |
| 2004年2月2~5日        | 58th South Korean National Championships | Senior | -        | 1         | 1         | 1 1.5    |
| 2003年11月19~22日     | 2003 Golden Bear of Zagreb               | Novice | -        | 1         | 1         | 1 1.5    |
| 2002–2003 season      |                                          |        |          |           |           |          |
| 比赛日期              | 赛事名称                                 | 分组   | QR 初赛  | SP 短节目 | FS 自由滑 | 总分     |
| 2003年3月8~11日       | 57th South Korean National Championships | Senior | -        | 1         | 1         | 1 1.5    |
| 2001–2002 season      |                                          |        |          |           |           |          |
| 比赛日期              | 赛事名称                                 | 分组   | QR 初赛  | SP 短节目 | FS 自由滑 | 总分     |
| 2002年4月18~21日      | 2002 Triglav Trophy                      | Novice | -        | 1         | 1         | 1 1.5    |
| 2001年11月20~23日     | 56th South Korean National Championships | Junior | -        | 1         | 1         | 1 1.5    |

- ISU season bests highlighted in 斜体.
- QR = Qualifying round; SP = Short program; FS = Free skating

## 榮譽
- 国民勋章牡丹章（2012年1月17日[18]）
- 体育勋章青龙章（2016年10月14日[18]）

### 各類獎項
- 2006年韩国年度最佳运动员
- 2006年军浦市年度最佳学生
- 2007年动感韩国年度形象大使
- 2007年韩国年度最佳运动员
- 2007年韩国年度最佳影响力女运动员
- 2008年韩国年度最佳运动员
- 2008年韩国照亮环境100人
- 2008年韩国年度白金唱片奖（《Fairy on the Ice》）
- 2008年度韩国学生杰出贡献奖
- 2008年大韩民国人才奖（总统李明博为其颁发奖学金）
- 2008年亚洲联报--亚洲偶像
- 2009年韩国重量级艺人第2位（首位体育明星）
- 2009年韩国观众最喜爱广告模特
- 2009年韩国年度最佳运动员
- 韩国平昌2018年冬奥会申办大使
- 韩国天主教慈善机构亲善大使

### 慈善事業
- 2007年1月，给花滑希望之星1200万韩元奖学金
- 2008年12月，发给10位花滑希望之星每人500万韩元，共5000万韩元的奖学金
- 2008年12月24日，在低收入家庭子女中给2009年升入中学与高中的学生捐出价值1亿韩元的冬季校服
- 2008年12月25日，开Angels on ice冰上秀，将全部演出收入1亿4000万韩元全部捐献给弱势族群和患病的儿童
- 2009年5月6日，将玩偶和后援金传达给unicef

向因为地震而遭受严重伤害的海地儿童捐出了1亿韩元
- 2010年4月6日，金妍儿被任命为韩国天主教慈善机构亲善大使

金妍儿将助威歌所有收入捐助体育之星，并携现代汽车从2010年6月1日起将为非洲贫困儿童和青少年，赠送100万个足球
- 2010年7月，金妍儿被世界联合国儿童基金会授予亲善大使称号

8月8日，以联合国亲善大使的身份，将所得全部奖金1万美元捐予联合国

## 綜藝節目
- 2007年：MBC《無限挑戰》（2007年9月22日）（第72集，嘉賓）
- 2009年：MBC《無限挑戰》（2009年4月25日）（第151集，嘉賓）
- 2011年：SBS 《金妍兒的Kiss & Cry》（主持人）
- 2017年：MBC《無限挑戰》（2017年4月22日）（第526集，嘉賓）